# Jean l'Arménien
Jean l'Arménien est un général byzantin actif au VIe siècle, qui participe à la guerre des Vandales lors de laquelle il est tué en 533.
Il fait partie de l'expédition menée par Bélisaire en 533, envoyée par Justinien pour conquérir le royaume vandale qui règne sur l'Afrique du Nord. Elle débarque à la fin du mois d'août à Caput Vada, à cinq jours au sud de Carthage, la capitale des Vandales. Rapidement, ces derniers tentent de s'opposer à l'armée byzantine lors de la bataille de l'Ad Decimum. Jean l'Arménien commande alors l'avant-garde qui tombe sur l'armée d'Ammatas, le frère du roi Gélimer venu de Carthage pour s'interposer. Il remporte cet affrontement dans lequel Ammatas est tué, poursuivant les fuyards jusqu'aux portes de Carthage, tandis que le reste de l'armée byzantine vainc le gros de l'armée vandale de Gélimer. Ce dernier tente à nouveau de combattre les Byzantins après leur prise de Carthage le 15 septembre, lors de la bataille de Tricamarum. Cette fois-ci, Jean l'Arménien dirige le centre des forces byzantines. Après le nouveau succès des Byzantins, Bélisaire l'envoie à la poursuite de Gélimer avec deux cents cavaliers. Le roi des Vandales s'est réfugié dans les montagnes et Jean l'Arménien est proche de le capturer quand il est accidentellement tué par Uliaris, l'un des gardes personnels de Bélisaire. Selon Procope de Césarée, il était particulièrement apprécié et sa mort est grandement regrettée. Quant à Uliaris, il fut pardonné car Jean l'Arménien avait demandé à ses soldats avant de mourir de ne pas le punir.